# The Roominghouse Madrigals
The Roominghouse Madrigals, v překladu znamená Madrigaly z činžáku, je básnická sbírka amerického spisovatele Charlese Bukowského vydaná roku 1988 a obsahující básně z let 1946-1966.